# 瓦氏鰶
瓦氏鰶（学名：Hemiculter varpachovskii），為輻鰭魚綱鯉形目鲴科鰶属的其中一種。分布於亞洲蒙古貝爾湖、卡拉赫河、中國呼倫湖流域，棲息在河川、湖泊底中層水域，生活習性不明。